# Rhacophorus annamensis
Rhacophorus annamensis és una espècie de granota que es troba a Cambodja i el Vietnam.
Està amenaçada d'extinció per la pèrdua del seu hàbitat natural.